# ГЕС Cerro del Águila
ГЕС Cerro del Águila — гідроелектростанція в Перу. Знаходячись після ГЕС Мантаро, становить нижній ступінь каскаду на річці Мантаро, лівому витоку Еве, яка, своєю чергою, є правим витоком Тамбо (лівий виток Укаялі — правого витоку найбільшої річки світу Амазонки).
У межах проєкту річку перекрили бетонною греблею висотою 80 метрів та довжиною 270 метрів, яка утримує водосховище з об'ємом 37 млн м3. Вона відводить ресурс до прокладеного через правобережний гірський масив дериваційного тунелю завдовжки 5,7 км.
Розміщене у підземному машинному залі основне обладнання станції становлять три турбіни типу Френсіс потужністю по 171 МВт. При напорі у 295 метрів вони повинні виробляти 3139 кВт·год електроенергії на рік.
Відпрацьована вода повертається до Мантаро.
Приміщення для трансформаторного обладнання також розташоване під землею, а видача продукції відбувається по ЛЕП, розрахованій на роботу під напругою 220 кВ.
Проєкт, введений в експлуатацію у 2016 році, реалізувала компанія IC Power, яка належить групі Israel Corporation.